# Bunka Gakuin

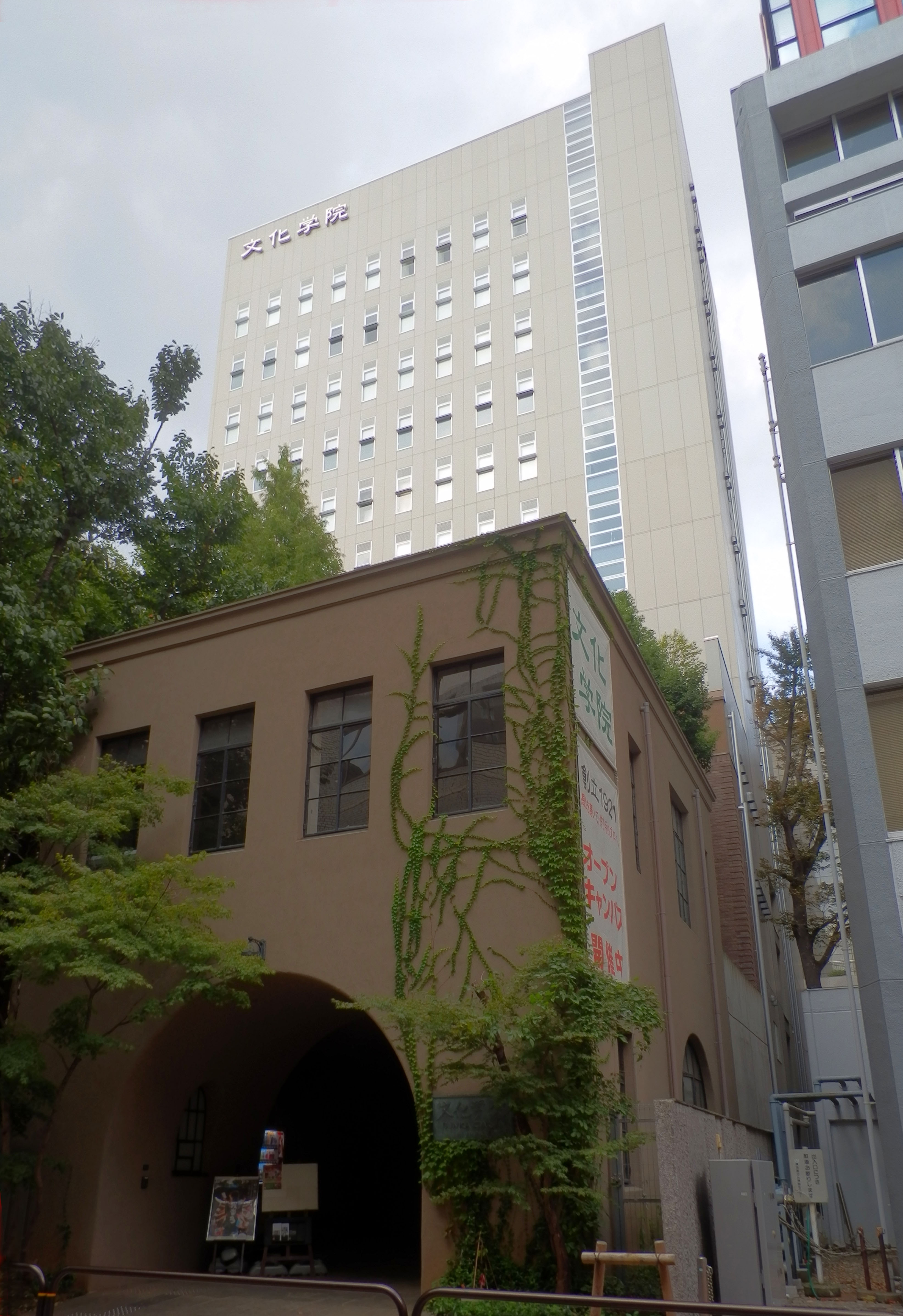
L'école en 2012.

Le Bunka Gakuin (文化学院) est une école professionnelle japonaise fondée à Tokyo en 1921 par la poétesse Akiko Yosano.

## Anciens élèves
- Takako Irie
- Akira Terao
- Hisae Imai
- Akiko Santo
- Liu Chi-hsiang
- Mari Yonehara
- Yōko Mizuki

## Source de la traduction
- (en) Cet article est partiellement ou en totalité issu de l’article de Wikipédia en anglais intitulé « Bunka Gakuin » (voir la liste des auteurs).